# Thomas Dyllick-Brenzinger

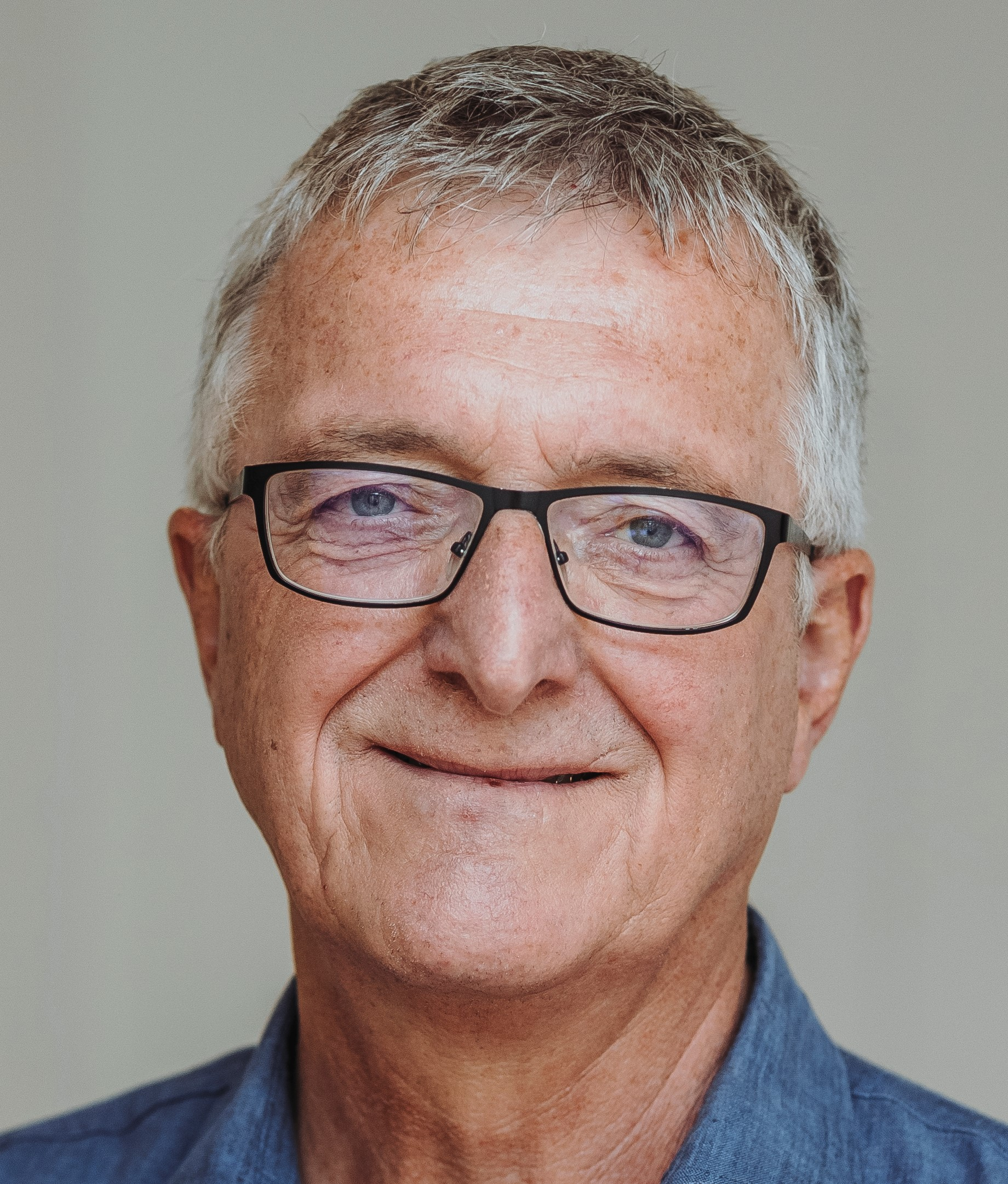
Thomas Dyllick-Brenzinger (2021)

Thomas Dyllick-Brenzinger (* 15. Dezember 1953 in Freiburg im Breisgau) ist Professor emeritus für Nachhaltigkeitsmanagement an der Universität St. Gallen und Direktor des Institute for Business Sustainability in Luzern. Er ist Präsident der Stiftung Mission Possible in Zug und Gründer sowie Mitglied des Supervisory Board der Positive Impact Rating Association.

## Leben
Thomas Dyllick-Brenzinger ist Professor emeritus an der Universität St. Gallen für Betriebswirtschaftslehre mit besonderer Berücksichtigung des Nachhaltigkeitsmanagements.

## Publikationen (Auswahl)
- Ökologie und Wettbewerbsfähigkeit. München 1997
- ÖBU-Preis für den besten Umweltbericht 1998/99. St. Gallen 1999
- Wirksamkeit und Leistung von Umweltmanagementsystemen. Zürich 2000
- Wirksamkeit und Leistung von Umweltmanagementsystemen. Bern 2001
- Efficacité et performances des systèmes de management environnemental. Bern 2001